# Pere Antoni Busquer
Pere Antoni Busquer (Igualada finals del S. XVIII - S.XIX) fou un organista actiu a la basílica Santa Maria d'Igualada.
El 10 de maig de 1817 l'Ajuntament nomenà Busquer organista interí i li lliurà les claus de l'orgue. La seva condició d'igualadí li assegurava la seva presència a la ciutat i li permetia cobrir les absències dels mestres i organistes titulars ja fos amb motiu de viatges o bé de malalties o indisposicions. En en el 1821 va deixar el seu carreg.
D'aquesta manera, la condició d'interinitat del nomenament de Busquer s'allargà més enllà de l'impàs entre el nomenament i l'absència de Monlius i la nova incorporació de Josep Regordosa en qualitat d'organista i mestre de capella.
Regordosa el cita en un memorial que envià al bisbat el 1819 i juntament amb Pau Brugueras, Busquer fou l'organista que cobrí la vacant a la mort del mestre Josep Regordosa el maig de 1821.